# Liste der Kulturgüter in Chêne-Bougeries
Die Liste der Kulturgüter in Chêne-Bougeries enthält alle Objekte in der Gemeinde Chêne-Bougeries im Kanton Genf, die gemäss der Haager Konvention zum Schutz von Kulturgut bei bewaffneten Konflikten, dem Bundesgesetz vom 20. Juni 2014 über den Schutz der Kulturgüter bei bewaffneten Konflikten sowie der Verordnung vom 29. Oktober 2014 über den Schutz der Kulturgüter bei bewaffneten Konflikten unter Schutz stehen.
Objekte der Kategorien A und B sind vollständig in der Liste enthalten, Objekte der Kategorie C fehlen zurzeit (Stand: 1. Januar 2023).

## Kulturgüter
| Foto |                                                                              | Objekt | Kat. | Typ | Standort                                         | Beschreibung |
| ---- | ---------------------------------------------------------------------------- | --- | ---- | --- | ------------------------------------------------ | ------------ |
| ja   | Datei hochladen · Wikidata zu Reformierte Kirche Chêne-Bougeries (Q11774553) | Reformierte Kirche / Temple KGS-Nr.: 02407                                                                           | A    | G   | Route de Chêne 153 503508 / 117029               |              |
| BW   | Datei hochladen                                                              | Stiftung für zeitgenössische Kunst des Kantons Genf (FCAC) / Fonds cantonal d'art contemporain (FCAC) KGS-Nr.: 08758 | A    | S   | Chemin de Conches 4 502271 / 115460              |              |
| ja   | Datei hochladen · Wikidata zu Grange Falquet (Q11773677)                     | Grange Falquet KGS-Nr.: 10014                                                                                        | A    | G   | Chemin de Grange-Falquet 22 503558 / 117299      |              |
| ja   | Datei hochladen · Wikidata zu Villa La Tortorella (Q29699753)                | Villa La Tortorella KGS-Nr.: 02406                                                                                   | B    | G   | Conches, Chemin Calandrini 7 502580 / 115150     |              |
| ja   | Datei hochladen · Wikidata zu Domäne de Grange-Bonnet (Q29699770)            | Domaine de Grange-Bonnet KGS-Nr.: 02408                                                                              | B    | G   | Route de Chêne 124 503249 / 117069               |              |
| ja   | Datei hochladen · Wikidata zu La Bessonnette (Q29699786)                     | La Bessonnette KGS-Nr.: 02409                                                                                        | B    | G   | Chemin de la Bessonnette 8 503474 / 116822       |              |
| ja   | Datei hochladen · Wikidata zu Le Petit-Vallon (Q29699814)                    | Le Petit-Vallon KGS-Nr.: 02410                                                                                       | B    | G   | Route de Malagnou 245 503165 / 116311            |              |
| ja   | Datei hochladen · Wikidata zu La Simonde (Q29699802)                         | La Simonde KGS-Nr.: 02411                                                                                            | B    | G   | Route du Vallon 4–8 503397 / 116956              |              |
| ja   | Datei hochladen · Wikidata zu Domäne de Villette (Q29699737)                 | Domaine de Villette KGS-Nr.: 02412                                                                                   | B    | G   | Conches, Route de Florissant 203 502914 / 115345 |              |